# Цюэшань
Цюэша́нь (кит. упр. 确山, пиньинь Quèshān) — уезд городского округа Чжумадянь провинции Хэнань (КНР). Уезд назван по расположенной на его территории горе Цюэшань.

## История
При империи Хань был создан уезд Ланлин (朗陵县). В 26 году до н. э. северо-западная часть уезда была выделена в удельное владение Аньчан (安昌侯国), но при Восточной Хань Аньчан был вновь присоединён к уезду Ланлин. В эпохк Западной Цзинь юго-западная часть уезда Ланлин была выделена в уезд Аньчан (安昌县).
В эпоху Южных и Северных династий эти места стали ареной многочисленных войн, названия и границы административных единиц постоянно менялись. После того, как страна была вновь объединена в империю Суй, опять был создан уезд Аньчан. В 598 году уезд Аньчан был переименован в Ланшань (朗山县).
После произошедшей в 618 году смены империи Суй империей Тан уезд был поднят в статусе, и стал областью Бэйлан (北朗州), однако в 627 году область была понижена в ранге, и опять появился уезд Ланшань.
При империи Сун в 1012 году из-за практики табу на имена гора Даланшань (大朗山) была переименована в Лэшань (乐山), а уезд Ланшань — в Цюэшань.
При империи Мин уезд Цюэшань был в 1368 году присоединён к уезду Жуян, но в 1382 году воссоздан.
В 1949 году был создан Специальный район Синьян (信阳专区), и уезд вошёл в его состав. В 1965 году из Специального района Синьян был выделен Специальный район Чжумадянь (驻马店专区). В 1969 году Специальный район Чжумадянь был переименован в Округ Чжумадянь (驻马店地区). В 1981 году из уезда Цюэшань был выделен городской уезд Чжумадянь.
Постановлением Госсовета КНР от 8 июня 2000 года были расформированы округ Чжумадянь и городской уезд Чжумадянь, и образован городской округ Чжумадянь.

## Административное деление
Уезд делится на 10 посёлков и 2 волости.